# Казахская кухня
Казахская кухня начала складываться в конце XIX — начале XX веков и оформилась, когда был завершён переход казахов на оседлое положение и кардинально изменилось хозяйство Казахстана.
Довольно длительное время вся казахская кухня строилась на использовании молока и мяса, и лишь к XVIII веку в рационе казахов стали всё чаще использоваться продукты земледелия — зерно (рожь, пшеница) и мука из него. Национальным видом мяса у казахов считается конина, хотя в настоящее время её стали употреблять реже, чем говядину и баранину. Конина используется для приготовления таких традиционных блюд, как казы-карта, шужук, жал, жая, сурет‑ет, а баранина для кабырги или куйрык-бауыра (сочетание бараньего ливера и конского мяса под кисломолочным соусом). Из других популярных блюд — ет (аналог бешбармака), коктал (рыба с овощами), куурдак (жирное жаркое из бараньего ливера, в основном почек, печёнки и лёгкого), самса (пирожки с мясом), мучные каттама, казан-жаппай-нан и таба‑нан, а также молочные продукты кумыс и шубат.

## Традиционная кухня казахов

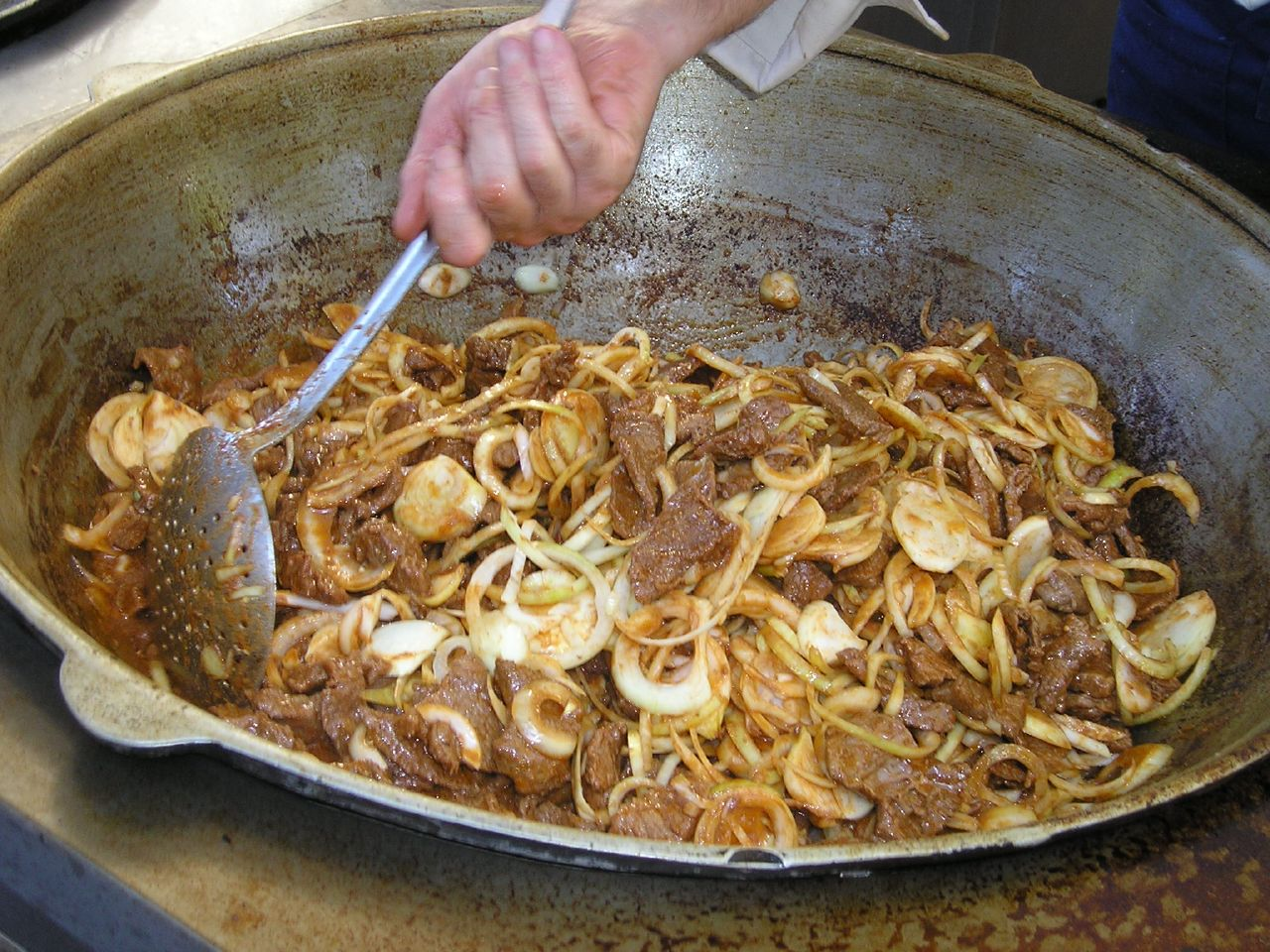
Процесс приготовления куурдака

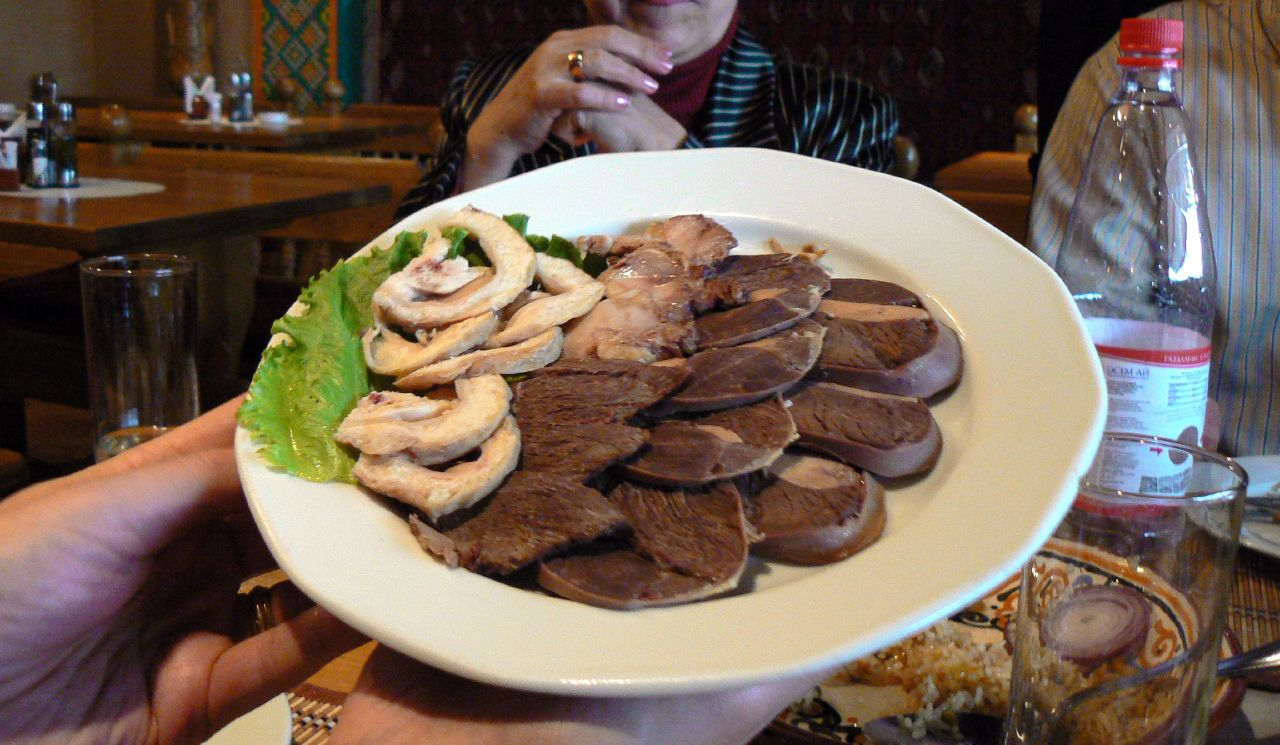
Казы-карта — деликатесное блюдо из конины

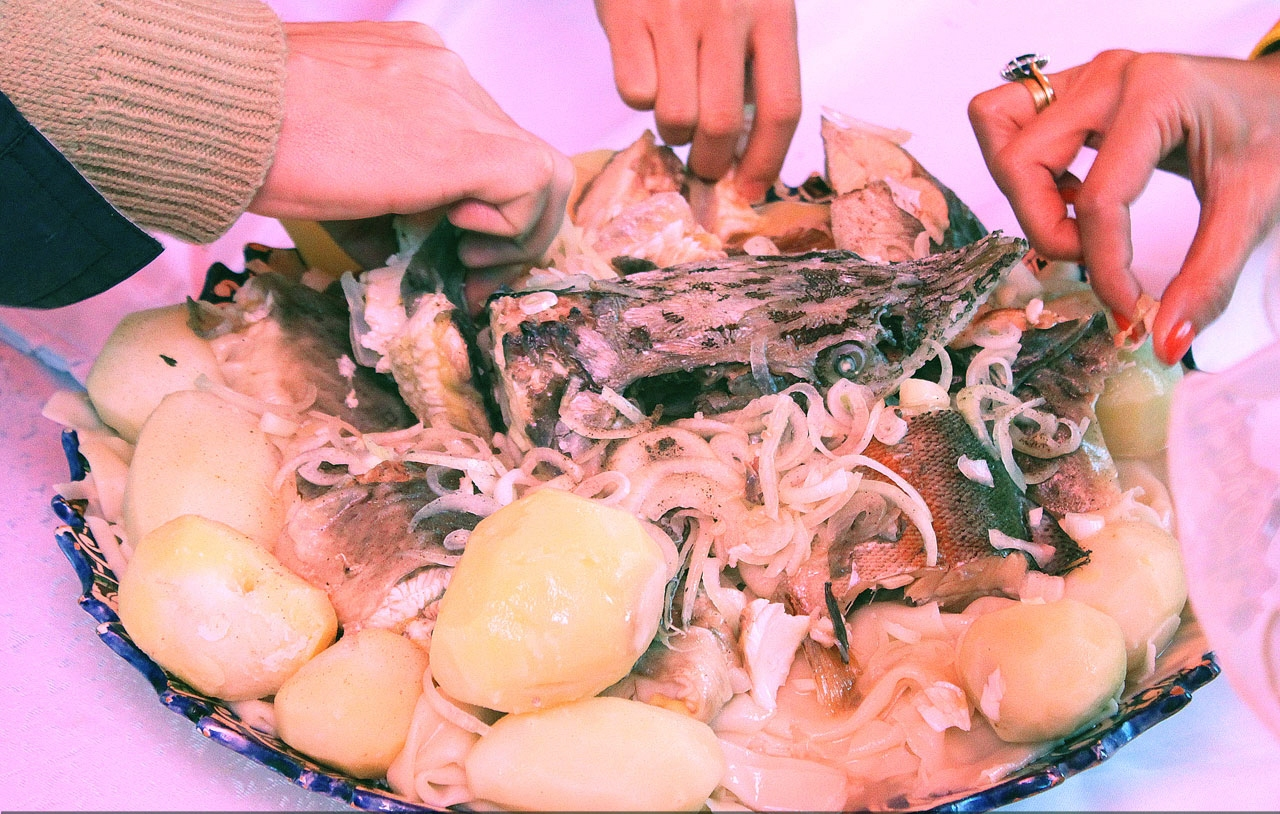
Бешбармак из осетрины

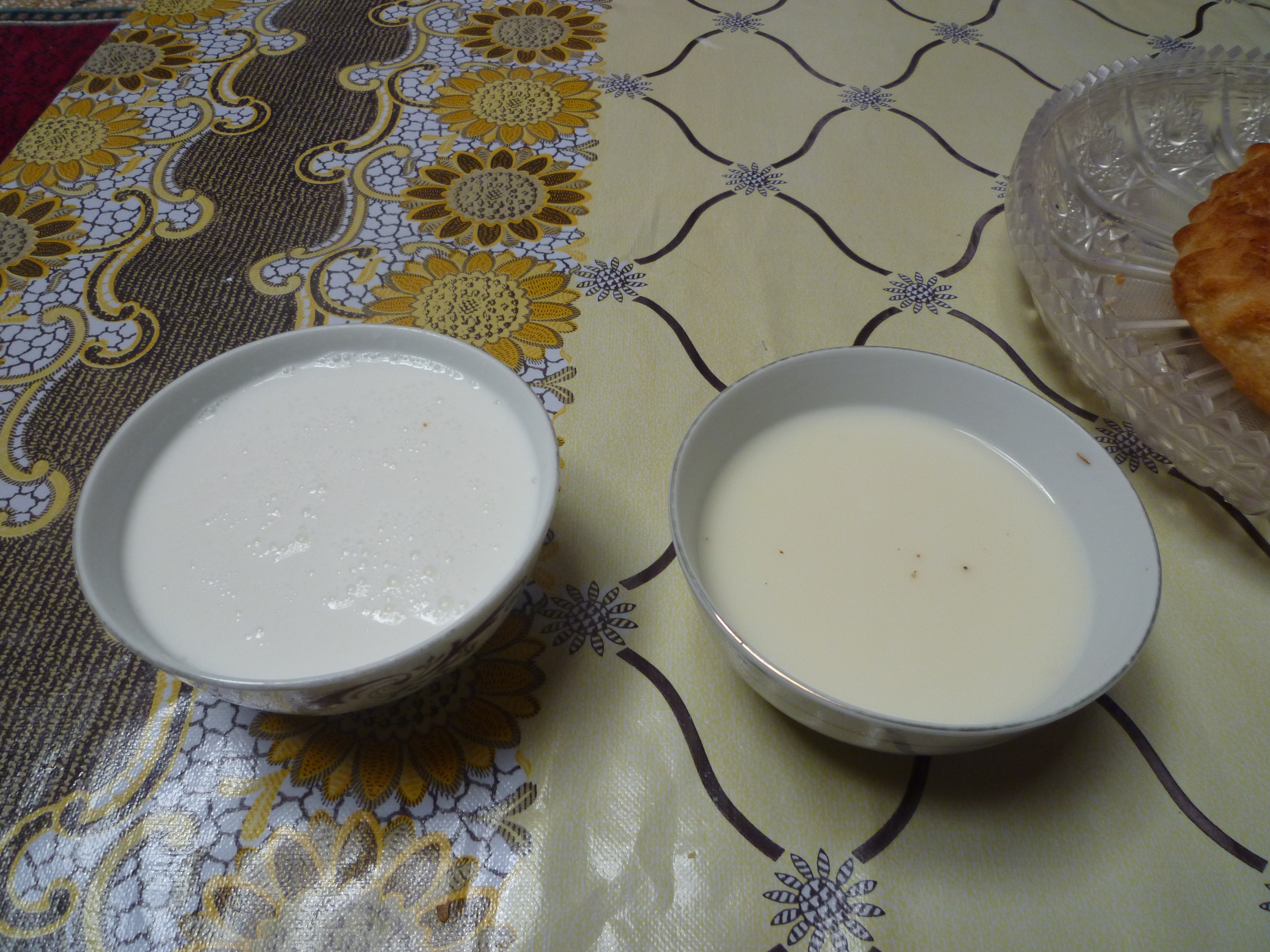
Шубат и кумыс

Основные блюда являются мясными. Среди них особое место занимает наиболее распространённое блюдо именуемое в казахском языке ет, что означает в переводе собственно мясо. Русские наименования блюда — мясо по-казахски, бешбармак (ср. каз. бесбармақ). Также популярны куурдак (жареные кусочки печени, почек, легких, сердца, кишок и т. п. с картофелем), бұқтырма, кеспе (лапша), сорпа (мясной бульон), ак-сорпа (молочный суп с мясом, или просто мясной суп с куртом), «сірне» (приготовленная либо в казане, жареная молодая баранина с луком и картофелем) и «палау» (плов по-казахски с большим количеством мяса), нарын (суп из мясного бульона и теста от бесбармака или домашней лапши с курутом), пирожки городов и караван-сараев шёлкового пути — самса, как широко распространённые треугольные, так и жареные бюйреки «почки» (они же на юге бюктеме). К основным блюдам нередко относят также и разнообразные варёные колбасы: казы (колбаса из конины, делится по степени жирности), карта, шужык, а также особенная часть конины — жал. В кухне также используется вяленое и копченое мясо, по понятным причинам это распространено в сельской местности.
Ранее к основным блюдам также относился когда-то популярный у кочевников фаршированный желудок, запекаемый в золе или закопанный под костром на пастбище в степи (схожий с шотландским хаггисом), но сейчас данное блюдо является редкостью среди оседлого населения, его чаще готовят живущие в степи вместе со своим скотом.
Из рыбных блюд наиболее известен «коктал», который готовится из крупной рыбы (3-5 кг) с овощами путём горячего копчения в коктальнице.
Для приготовления блюд широко используются баранина, говядина, конина, реже верблюжатина (каз. төрт түлік мал — «четыре вида скота»). Использование рыбы и морепродуктов традиционно для жителей побережья Каспия и Арала, рек Сырдарья, Урал, Иртыш и других водоемов. В связи с кочевым образом жизни птицу не разводили, она присутствовала лишь в качестве дичи у охотников. Свинина не используется вообще, так как ислам не допускает её потребления.
Кроме мясных блюд, существует большое разнообразие молочных блюд и напитков: кумыс (взбродившее кобылье молоко), шубат (кислое верблюжье молоко), айран (вид кефира), каймак (сметана), килегей (сливки), сары-май (подсоленое сливочное масло), катык (среднее между простоквашей и творогом), курт (твердый солёный, сладкий или кислый творог или солёный сыр), иримшик (твёрдый сыр из овечьего молока), уыз (варёное молозиво, похожее на мягкий сладкий творог), шалап (смесь воды с айраном), коже (разбавленный айран в котором отварили злаки) и др.
Одним из традиционных молочных блюд является аклак. Цельное коровье молоко сгущают простоквашей из овечьего молока. После кипячения образовавшуюся жидкость сливают. В готовый аклак добавляют кипячёное молоко, сливочное масло.
Традиционный хлеб трех видов: баурсаки — жаренные в кипящем масле в казане круглые или квадратные кусочки теста, тандырные лепешки — печённые на внутренней стороне тандырной печи и шельпек — лепешки которые жарятся в кипящем масле. Наиболее распространёнными являются баурсаки и шельпеки, так как они легко готовятся в походных условиях — в казане, и ныне традиционно готовятся для любого праздника, несомненно являясь дополнительным украшением праздничного стола, в то время, как тандырный хлеб требует тандырных печей и пекли его в основном в оседлых местах (города на Великом шёлковом пути, некоторых зимних стойбищах с пастбищами (кыстау — зимовья), сейчас более распространено в сельской местности.
Основные разновидности традиционного хлеба: таба-нан (сковорода-хлеб) — лепешка, испечённая на углях (тесто печётся меж двух сковород), баурсак (маленький колобок), шельпек (тонкая лепёшка), шек-шек (шак-шак, сак-сак, сек-сек) и тандыр-нан.
К известным сладостям, помимо шек-шека, относится полузабытый шертпек — это смесь мёда и конского жира от «казы», в основном было на дастархане у казахских баев. Можно также перечислить: талкан (национальное казахское блюдо, относится к закускам, готовится из прожаренной, хорошо высушенной, растолченной пшеницы. Употребляется с холодным или горячим молоком, или горячим чаем. Часто перед употреблением смешивается с сахаром.), жарма, жент, балауыз, балкаймак. Майсек (майсок) – десерт из тары (жареное просо) с добавлением сахара или меда.
Из напитков основным является чай. Любой дастархан начинается и заканчивается чаепитием. Причём чай по-казахски — это крепкий чай со сливками или молоком. Потребление чая жителями Казахстана одно из самых высоких в мире — 1,2 килограмма в год на человека. Для сравнения, в Индии оно составляет лишь 650 граммов на душу населения.

## Современная кухня казахов
Казахская кухня за последние десятилетия существенно изменилась. В национальной кухне появилось больше заимствований. На столе современной казахской семьи помимо традиционной, часто встречаются блюда восточно-европейских народностей таких как украинская, русская, белорусская и даже немецкая. Также много блюд было заимствовано из кухни восточных народов, населяющих Казахстан, таких как блюда кавказских народов, дунганские, узбекские, уйгурские, башкирские, татарские, корейские и др. Типичные блюда на казахских торжествах и мероприятиях помимо обязательных традиционных блюд: лагманы, шашлык, самса, варёные и жареные пельмени, соленья и маринады, копчёные мясопродукты, овощные, фруктовые и мясные салаты, десертные продукты такие как торты, пирожные, конфеты, мороженое, мармелад и прочие уже давно стали обычным рационом.

## Тойказан
Осенью в Казахстане проходит традиционный фестиваль казахской Кухни «Тойказан», где проходят конкурсы на приготовление лучших блюд казахской кухни. В частности, это бешбармак, баурсак, куырдак и другие блюда. Фестиваль собирает тысячи гостей каждый год.